# Guido Eickelbeck
Guido Eickelbeck (* 9. Dezember 1965 in Köln) ist ein ehemaliger deutscher Radrennfahrer. 
Als Amateur startete er für den Verein RC Olympia Dortmund. Er war von 1989 bis 1993 Profi. Nach seinem Karriereende arbeitete er beim Kölner Team Cologne und für die südafrikanische Nationalmannschaft als Sportlicher Leiter. Danach arbeitete er bei T-Mobile-Team als Hospitality-Manager und gründete später die VIP Cycling SL.U.

## Erfolge
- 1986:  Deutsche Meisterschaft Mannschaftszeitfahren
- 1990:  Deutsche Rad-Cross Meisterschaft

## Teams
- 1989–1990 Team Stuttgart
- 1991: Team Telekom
- 1992 (ab Mai): Southern Sun-M Net-Supersport
- 1993: (bis Mai); Varta